# Johnson Family Cemetery
La Johnson Family Cemetery est un cimetière familial américain situé dans le comté de Gillespie, au Texas. Établi sur le LBJ Ranch à compter de 1905, il abrite la dépouille du président des États-Unis Lyndon B. Johnson ainsi que de ses parents et de son épouse Lady Bird Johnson. Il est aujourd'hui protégé au sein du Lyndon B. Johnson National Historical Park.